# Misogada sobria
Misogada sobria är en fjärilsart som beskrevs av Walker 1865. Misogada sobria ingår i släktet Misogada och familjen tandspinnare. Inga underarter finns listade i Catalogue of Life.